# Nossebro
Nossebro ist ein Ort (tätort) in der schwedischen Provinz Västra Götalands län und der historischen Provinz Västergötland. Der Ort ist Hauptort der Gemeinde Essunga.
Jeden letzten Mittwoch im Monat (ausgenommen Dezember) findet in Nossebro ein großer Markttag statt, bei dem heimgefertigte Gegenstände, Kleider, Pflanzen und Süßigkeiten angeboten werden. Auf dem Platz neben dem hiesigen ICA-Markt kann die größte funktionsfähige Schere der Welt besichtigt werden. Diese wurde zur Einweihung der Straße Storgatan
verwendet.